# Stege-Vordingborg Provsti
Stege-Vordingborg Provsti er et provsti i Roskilde Stift. Provstiet ligger i Vordingborg Kommune.
Stege-Vordingborg Provsti består af 27 sogne (fordelt på 11 pastorater) 20 menighedsråd og 18 sognepræster.
Find Stege-Vordingborg Provsti på: www.provsti.dk/stege-vordingborg

## Pastorater
| Pastorater i Stege-Vordingborg Provsti | Pastorater i Stege-Vordingborg Provsti               | Pastorater i Stege-Vordingborg Provsti  |
| -------------------------------------- | ---------------------------------------------------- | --------------------------------------- |
| Allerslev-Jungshoved Pastorat          | Bårse-Beldringe-Køng-Svinø-Sværdborg-Lundby Pastorat | Damsholte Pastorat                      |
| Fanefjord-Bogø Pastorat                | Kastrup Pastorat                                     | Magleby-Borre-Keldby-Elmelunde Pastorat |
| Langebæk Pastorat                      | Præstø-Skibinge Pastorat                             | Stege-Nyord Pastorat                    |
| Udby-Ørslev Pastorat                   | Vordingborg Pastorat                                 |                                         |

## Sogne
| Sogne i Stege-Vordingborg Provsti | Sogne i Stege-Vordingborg Provsti | Sogne i Stege-Vordingborg Provsti |
| --------------------------------- | --------------------------------- | --------------------------------- |
| Allerslev Sogn                    | Beldringe Sogn                    | Bogø Sogn                         |
| Borre Sogn                        | Bårse Sogn                        | Damsholte Sogn                    |
| Elmelunde Sogn                    | Fanefjord Sogn                    | Jungshoved Sogn                   |
| Kalvehave Sogn                    | Kastrup Sogn                      | Keldby Sogn                       |
| Køng Sogn                         | Lundby Sogn                       | Magleby Sogn                      |
| Mern Sogn                         | Nyord Sogn                        | Præstø Sogn                       |
| Skibinge Sogn                     | Stege Sogn                        | Stensby Sogn                      |
| Svinø Sogn                        | Sværdborg Sogn                    | Udby Sogn                         |
| Vordingborg Sogn                  | Ørslev Sogn                       | Øster Egesborg Sogn               |